# Anne Alvaro
Anne Alvaro (ur. 29 października 1951 w Oranie) – francuska aktorka, znana z roli Eleonore w filmie Danton. Dwukrotnie zdobyła Cezara dla najlepszej aktorki drugoplanowej: w 2001 za rolę w filmie Gusta i guściki i w 2011 za rolę w Le Bruit des glaçons.

## Wybrana filmografia
- City of Pirates (1983)
- Danton (1983)
- Régime sans pain (1984)
- Gusta i guściki (2000)
- Let's Dance (2007)
- The Clink of Ice (2010)